# José Jasso
José Jasso (n. Chihuahua, México; 3 de julio de 1911 - Ciudad de México, México; 25 de abril de 1968) fue un actor y comediante mexicano. Trabajó en numerosas compañías de comedia y de género chico; también una intensa actividad en el cine nacional dentro de la Época de Oro del cine mexicano, casi siempre como actor secundario o de reparto. Era conocido por sus ojos grandes y saltones, que le valieron el apodo de El Ojón.

## Semblanza biográfica
Hijo del célebre actor cómico Adolfo Jasso apodado El Meco, nació en Chihuahua en 1911. Por sus desmesurados y desorbitados movimientos de sus enormes ojos, fue motejado como El Ojón. Estuvo trabajando varias temporadas en el teatro Colonial, emplazado en ahora eje Central e Izazaga de la Ciudad de México. A fines de los años cincuenta era presentado en el Teatro Lírico como “el actor mexicano que recuerda a Max Linder”, por su supuesto parecido físico con el comediante francés. Germán Valdés «Tin-Tan» lo invitó a participar en varias de sus películas, sobre todo en El rey del barrio (1949). Desempeñó varios papeles cómicos en películas, alternando con Viruta y Capulina, y con Joaquín García "Borolas" y Fernando Soto "Mantequilla" en el Teatro Blanquita, falleció en 1968.
Jasso compartió el escenario con figuras prominentes de su tiempo y recorrió ampliamente los teatros del norte de México.
Debutó como tenor en una estación radiofónica de su ciudad natal, en 1930, y poco tiempo después ya realizaba presentaciones públicas en teatros y cines del estado de nacimiento. En 1933 llegó a la Ciudad de México y debutó en la carpa Valentina, al lado de estrellas incipientes como Mario Moreno "Cantinflas" y Estanislao Schillinsky. Durante dos años trabajó en dicho lugar antes de ingresar a diversas compañías de la legua, como las de Carlos Landeros, Emilio Cabrera y Leopoldo Beristain, este último acompañado por Elisa Berumen. En 1936 participó en la inauguración del Teatro Maravillas de Monterrey; en esa ciudad realizó largas temporadas. De nuevo en México, a partir de 1940, trabajó como cantante en el Teatro Colonial, aunque poco después trabajó también como sketchero. 
Debutó en el cine en 1942 en la película Loco y vagabundo, protagonizada por Manuel Medel. Realizó más de 60 películas. En 1961 recibió la medalla Virginia Fábregas de la ANDA por más de 25 años de actividad artística.
Algunas de las obras en las que participó fueron: ¡Qué rechulo es mi Tarzán!, Amor a la carta, A mañana, tarde y noche (todas en 1943), Ases y estrellas y Chofer... al Tívoli (1946).

## Filmografía

### Cine
- Ruletero a toda marcha (1962)
- La cigüeña distraída (1966)